# Steve Smith (zanger)
Steve Smith (San Francisco, 30 mei 1945) is een Amerikaanse zanger, vooral bekend van The Lawrence Welk Show op televisie.

## Biografie
Geboren en getogen in San Francisco, Californië, studeerde hij af aan de San Lorenzo High School en studeerde aan het Christian Westmont College in Santa Barbara (Californië), waar hij andere Westmont-studenten Bob Duncan, Greg Dixon en Johnny Johnson ontmoette. Het viertal zong als kwartet over de hele campus, wat in 1965 de aandacht trok van bandleider Lawrence Welk. Ze waren in het Hollywood Palladium om de muziekmakers van Welk te zien optreden toen ze de kans kregen om auditie te doen voor Welk.The Blenders, met Smith als zingende tenor, kwamen later dat jaar bij de show en waren een populair onderdeel van de Musical Family totdat ze uit elkaar gingen in 1967. Smith bleef aan als vaste zanger en zong naast solonummers zowel als onderdeel van een kapperskwartet en als leadzanger in het Curt Ramsey Quintet. Op 8 oktober 1966 zong Smith tijdens een muzikale toer met Welk door Italië Three Coins in the Fountain. Hij verliet de show in 1969 om een eigen solocarrière na te streven, waaronder stints op The Carol Burnett Show en als onderdeel van The Diamonds, een groep uit de jaren 1950.Tegenwoordig wonen Smith en zijn vrouw Hope in de Lake Tahoe-vallei in Californië en Nevada, waar ze een skigebied exploiteren terwijl hij nog steeds zingt.